# Kalle Hägglund
Karl-Erik "Kalle" Hägglund, född 25 oktober 1943 i Oravais i Svenska Österbotten i Finland, död 8 december 2005 i Klavreström, var en svensk bokförläggare.
Han var grundare och ansvarig utgivare för Hägglunds förlag. Han grundade även Oktoberförlaget.

## Biografi

### Uppväxt och ungdomsår
I slutet av 1950-talet eller början av 1960-talet kom familjen Hägglund från Finland till Västerås. Fadern dog tidigt. I Västerås började Kalle Hägglund som metallarbetare men blev efter en tid som journalistvolontär skribent och flyttade till Stockholm. Där blev Hägglund aktiv i den socialistiska organisationen Clarté och tog ställning mot USA:s krig i Indokina och mot Francodiktaturen. Han engagerade sig också mot den sovjetiska ockupationen av Tjeckoslovakien och Sovjets krig mot Afghanistan.

### Oktoberförlaget
Under 1970-talet byggde Hägglund upp Oktoberförlaget, först som partiförlag för KFML/SKP. Oktober gav ut titlar av såväl Marx, Mao, Jan Myrdal och Pol Pot som August Strindberg, Ivar Lo-Johansson och Dritëro Agolli, men även satiriker som Doktor Gormander, tillsammans med skivor och kassetter med kampmusik och blues. En partisplittring i SKP 1980 ledde till problem även för Oktoberförlaget och Hägglund blev dess siste chef.

### Askelin & Hägglund
När Oktoberförlaget inte längre bar sig ekonomiskt tog Hägglund boklagret och den grafiske formgivaren Kicki Askelin med sig och startade 1981 det nya förlaget Askelin & Hägglund. Detta förlag blev mycket framgångsrikt under några år på 1980-talet. Bland utgivningen fanns tjeckisk litteratur, bland annat Jaroslav Seifert som kom att få Nobelpriset i litteratur 1984, men även porrstjärnan Linda Lovelaces dagbok Skärseld som gjorde störst kommersiell succé i hans utgivning näst efter Maos lilla röda.

### Hägglunds och Klavrekultur
Hägglund och Askelin gick senare skilda vägar och 2001 lämnade han Stockholm för att bosätta sig i småländska Klavreström där han själv drev förlaget Hägglunds. När det förlaget stod inför konkurs grundade han Stiftelsen Klavrekultur som skulle fortsätta utgivningen. Under hans styre gav Oktoberförlaget, Askelin & Hägglunds samt Hägglunds förlag ut 317, 159 respektive 34 titlar.

## Kontroversiella och skiftande författare
Kalle Hägglund gav ut många och ibland kontroversiella författare, Lars Mullback, Thomas di Leva, Denis Diderot och Peter Birro. Jan Myrdal är en författare som publicerade sig hos honom regelbundet under hela Hägglunds förlagskarriär. Hägglund var en övertygad anhängare av yttrandefrihet vilket innebar att han gav ut och distribuerade många böcker med åsikter som han personligen inte höll med om. Bland annat gällde detta Nordiska Förlagets och andra kontroversiella förlags böcker. 

### Utgivning avMein Kampfoch beslagtagning av upplagan
Genom sin utgivning av många kontroversiella titlar blev Hägglund indragen i en del konflikter. 1992 gav han ut Adolf Hitlers bok Mein Kampf på svenska. Tyska delstaten Bayern anser sig inneha rätten till verket, men vill inte att det ska publiceras på något språk. Bayern krävde därför att upplagan genast skulle dras in. Detta ledde till en rättslig tvist om upphovsrätt, som förlaget Hägglunds vann till en viss del. När det gällde ansvarsdelen i Upphovsrättslagen så blev Hägglunds förlag fällt men när det gällde Fristaten Bayerns beslag, vitesförbud och förstörande av exemplar av Mein Kampf så vann Hägglunds förlag när målet avgjordes i Högsta Domstolen 1998. Hägglund menade då att Fristaten Bayern borde ställas inför rätta för hemfridsbrott då de enligt honom försökt tränga sig in i hans lägenhet för att beslagta upplagan.
2002 gavs en ny upplaga ut av Mein Kampf. Bayern försökte även denna gång få boken indragen, men åklagaren bestämde i december 2003 att inte väcka något åtal.